# Curt Siewert
Curt Siewert (Oberförsterei Ratzeburg, 5 de abril de 1899 - 13 de junio de 1983) fue un Teniente General alemán de la Segunda Guerra Mundial.

## Biografía
Curt Siewert se unió después de graduarse de la escuela secundaria, el 27 de diciembre de 1916 como cadete en el ejército Real de Prusia. Llegó al Regimiento Grenadier "König Friedrich I" N.º 5 (4. Prusia Oriental) en Danzig. Fue asistir a la escuela de formación, el 1 de febrero de 1918 es ascendido a Teniente. Era entonces funcionario de la compañía del Regimiento Grenadier "König Friedrich I" N.º 5 (4. Prusia Oriental). En la Primera Guerra Mundial fue galardonado con la Cruz de Hierro. Después de la guerra fue aceptado como Teniente en el Ejército Imperial. En el ejército de 200.000 hombres de transición en la primavera de 1920, el cual se utilizó el 4.º Regimiento de Rifles Reichswehr. En la formación del ejército de 100.000 hombres, fue la continuación de la aceptación del 5.º Regimiento de Infantería (Prusia). Más tardar en la primavera de 1924, perteneció a 12.º Compañía de Ametralladoras del 5.º Regimiento de Infantería (Prusia) en Rostock. El 31 de julio de 1925 fue ascendido a Teniente 1.º. Además, la precedencia de filas fue fijada hasta el 1 de abril de 1925. Entre el 1925 - 1926 fue ayudante del III Batallón de 5.º Regimiento de Infantería (Prusia) en Rostock. Desde 1930 - 1931 fue trasladado luego al Ministerio de Defensa (RWM) a Berlín. Fue Comandante en Jefe del Ejército el 1 de septiembre de 1936. Estuvo el Ejércitos Extranjero (T3) de la Oficina de Tropa (TA). El 1 de octubre de 1936 fue ascendido a mayor. En 1938 fue el primer ayudante en jefe del Ejército, del coronel general Walter von Brauchitsch. El 1 de abril de 1939 fue ascendido a teniente coronel. Durante la Segunda Guerra Mundial, fue jefe del Estado Mayor de la XXXVIII Cuerpo de Ejército el 1 de febrero de 1941. Desde el comienzo del verano de 1941, fue entonces cuando el XXXVIII Cuerpo de Ejército al mando del General de Infantería Friedrich-Wilhelm von Chappuis en el ataque en la campaña al norte de Rusia.
El 1 de diciembre de 1941 fue ascendido a Coronel. El 17 de febrero de 1943 fue galardonado con la Cruz de Oro Alemana. El 1 de mayo de 1943, es sustituido entonces por el Coronel Berhard Pamberger. Luego fue trasladado a la oficial de la reserva. A mediados de septiembre de 1943, sustituyó al Teniente General Karl Graffen con la orientación de la 58.º División de Infantería, aplicado en el sector norte del Frente Oriental. El 1 de diciembre de 1943 fue ascendido a Mayor general. El 15 de septiembre de 1943 - 13 de abril de 1945 mandó a la 58.º División de Infantería, desde el 1 de junio de 1944 con el rango de Teniente General. El 29 de febrero de 1944 fue galardonado con la Cruz de Caballero de la Cruz de Hierro. El 1 de julio de 1944 fue ascendido a Teniente General. Fue herido el 13 de abril de 1945 y tuvo que ceder su mando, siendo capturado en Niendorf-Lübeck el 4 de mayo de 1945 - 1947 como prisionero de guerra en cautiverio británico (Fue transportado por vía marítima a Alemania). El 9 de enero de 1946 es transferido a Island Farm Special Camp 11 desde el Camp 1 con el N° de Prisionero B33408. El 13 de mayo de 1946 es transferido al Campo 300 de Island Farm Special Camp 11. El 2 de julio de 1946 a la Island Farm Special Camp 11 desde el Campamento 300. El 5 de abril de 1948 a la Island Farm Special Camp 11 desde el Campamento 99.
El 12 de mayo de 1948 los 186 prisioneros son repatriados. Después de regresar a casa, trabajó inicialmente como gerente de exportación de las empresas industriales del norte de Alemania. Regresó al servicio militar en la post-Segunda Guerra Mundial Bundeswehr alemana en 1957. El 1 de octubre de 1956 fue aceptado como general de División en el Ejército. Inicialmente fue asignado como comandante general del I Cuerpo de Ejército. Finales de marzo de 1957 dio su mando al teniente general Gerhard Matzky. Luego como comandante general Adjunto al III Cuerpo de Ejército en Coblenza. El 1 de enero de 1958 fue nombrado comandante para suceder al general Hans-Joachim von Horn al mando, II Distrito Militar. En la primavera de 1958 se trasladó a su oficina en Hannover el antiguo Cuartel en Prinz-Albrecht. El finales de septiembre de 1960, entrega su mando. En 1968 publicó el libro "Schuldig? Die Generale unter Hitler" en la editorial Podzun en Bad Nauheim. Murió el 13 de junio de 1983.

## Característica personal
- Religión: Evangélica
- Ocupación: Soldado Regular
- Altura: 5'11"
- Peso: 164 lbs.
- Color del Pelo: Marrón Oscuro
- Color de Ojos: Azul
- Familiares: Hartha Siewert, Neustadt am Rübenberge, Hannover (Zona Británica)

## Condecoraciones
- Cruz de Caballero de la Cruz de Hierro - (29 de febrero de 1944, Mayor general, Comandante de la 58.º División de Infantería.
- Cruz de Oro Alemana - (17 de febrero de 1943, Coronel, XXXVIII Cuerpo de Ejército.
- Cruz de Hierro de 1.º clase - (1914) 1939
- Cruz de Hierro de 2.º clase - (1914) 1939
- Cruz de Honor Para Combatientes - (1914 - 1918)
- Premio al Gran Servicio de las Fuerzas Armadas de 1.º Clase - (Cruz a los 25 años de servicio)
- Premio al Gran Servicio de las Fuerzas Armadas de 3.º Clase - (Medalla a los 12 años Servicio)

## Fechas de ascensos
- Cadete - (27 de diciembre de 1916)
- Teniente - (1 de febrero de 1918) (5.º Regimiento Grenadier)
- Teniente primero - (31 de julio de 1925)
- Teniente coronel - (1 de abril de 1939)
- Coronel - (1 de diciembre de 1941)
- Mayor general - (1 de diciembre de 1943)
- Teniente general - (1 de julio de 1944)